# Cucullanus dogieli
Cucullanus dogieli is een rondwormensoort uit de familie van de Cucullanidae. De wetenschappelijke naam van de soort is voor het eerst geldig gepubliceerd in 1959 door Krotas.